# Трудівка
Труді́вка — село в Україні, в Олександрійському районі Кіровоградської області. Населення становить 71 осіб.

## Населення
Згідно з переписом УРСР 1989 року чисельність наявного населення села становила 127 осіб, з яких 49 чоловіків та 78 жінок.
За переписом населення України 2001 року в селі мешкало 130 осіб.

### Мова
Розподіл населення за рідною мовою за даними перепису 2001 року:
| Мова       | Відсоток |
| ---------- | -------- |
| українська | 90,70 %  |
| російська  | 6,98 %   |
| молдовська | 1,55 %   |
| білоруська | 0,78 %   |